# Invasió celta dels Balcans
La invasió celta dels Balcans es va produir a la península dels Balcans al segle iv aC quan diverses tribus de celtes de la cultura de La Tène hi van arribar en massa. Malgrat que els celtes es van concentrar principalment a la meitat occidental de la conca dels Carpats hi va haver incursions importants i assentaments en la resta de la península balcànica.
Des de les seves bases situades al nord d'Il·líria i Pannònia, les invasions celtes van estendre's al màxim al principi del segle iii aC, quan van voler ocupar les regions de Macedònia, Tràcia i Grècia. L'any 279 aC la invasió de la Grècia hel·lenística va ser precedida per una sèrie d'altres campanyes militars cap al sud dels Balcans i contra el regne de Macedònia afavorides pel clima conflictiu que hi havia després de la mort d'Alexandre el Gran. Una part dels celtes va arribar a Anatòlia i s'hi va establir, en una zona que va anomenar-se Galàcia.

## Assentament al sud-est d'Europa
Des del segle iv aC, els grups celtes van entrar a la regió dels Carpats i a la conca del Danubi, mentre altres tribus gales entraven a Itàlia. Els bois i els volques eren dues de les grans confederacions que es van moure cap aquests territoris. Van seguir dues rutes principals: la que circulava al costat del riu Danubi i una altra cap a l'est des d'Itàlia. D'acord amb la tradició, 300.000 celtes s'haurien desplaçat a Itàlia i Il·líria. Cap al segle iii aC els habitants de Pannònia havien adoptat la cultura celta. Les restes arqueològiques d'aquests pobles es troben en gran quantitat a Pannònia. Més enllà, cap al riu Tisza i el riu Sava, les restes hi són de forma més esparsa. També són possibles contactes amb regions més allunyades com a Ibèria. Els celtes van trobar terres fèrtils i sembla que van explotar les mines d'Eslovènia. El seu nou territori s'estenia de Viena al riu Tisza.
L'any 335 aC els celtes van enviar representants per rendir homenatge a Alexandre el Gran. Quan Alexandre va morir, es van estendre cap al sud.

## Invasions de Grècia

Rutes preses pels celtes

L'any 281 aC marca el punt d'inflexió de la pressió militar celta cap al sud dels Balcans i cap a Grècia. L'esfondrament del regne de Tràcia després de la mort de Lisímac els va obrir el camí cap aquest país.
Les causes de la migració han estat explicades de manera diferent: segons el geògraf Pausànias els gals anaven a la recerca de botí. L'historiador Justí deia que el motiu dels desplaçaments era la sobrepoblació, i per a Memnó d'Heraclea l'emigració es va deure a la gran fam existent.
L'any 280 aC, un gran exèrcit d'uns 85.000 guerrers, que havia sortit de Pannònia va anar cap al sud Una divisió, comandada per Brennus es va enfrontar als peonis i una altra la comandava Bolgios. Els dos exèrcits es van enfrontar als macedonis i als il·liris.

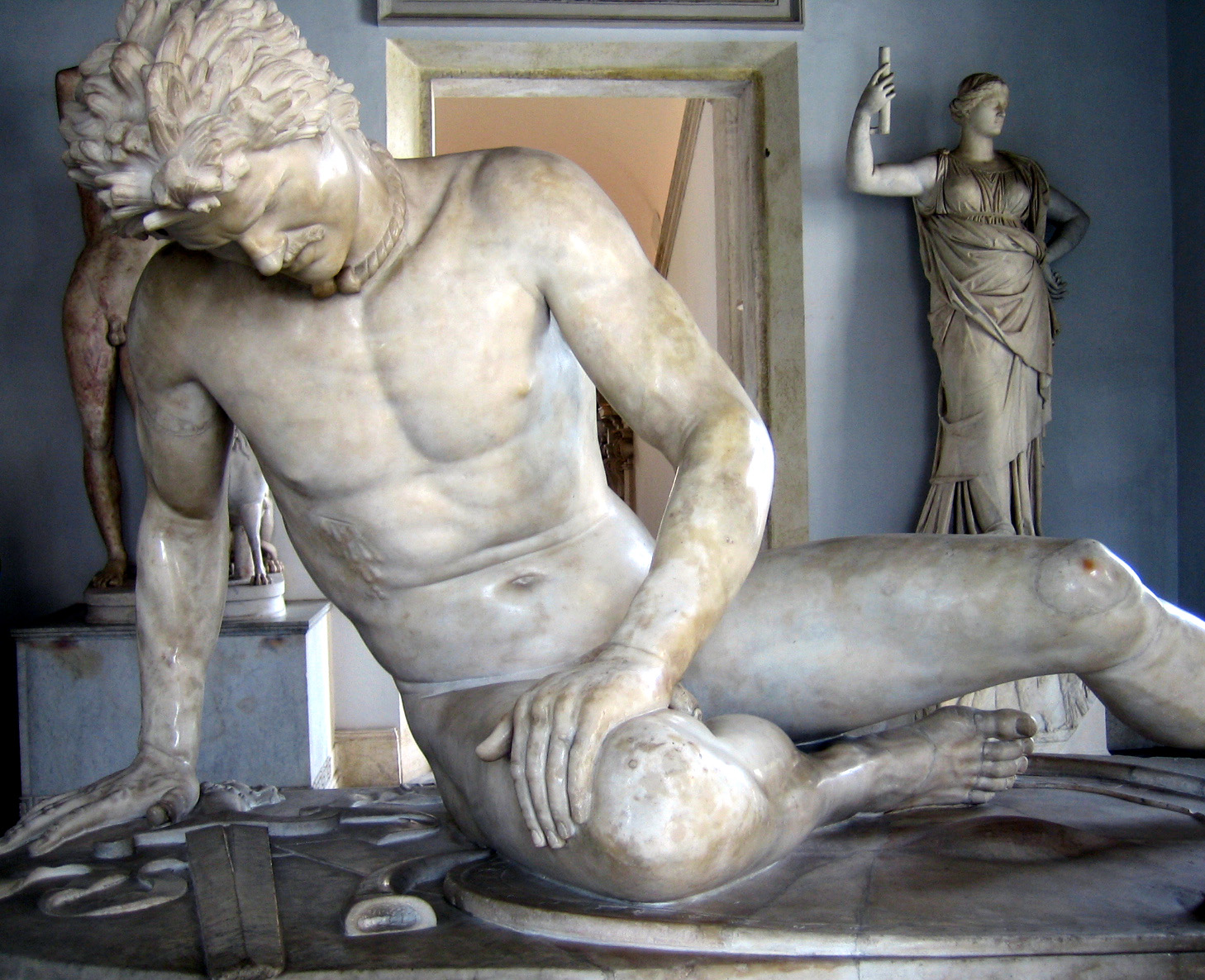
Estàtua del gal moribund que commemora la victòria grega contra els celtes.

Bolgios, va oferir un tractat a Ptolemeu Ceraune que el rei macedoni va refusar amb orgull, i fins i tot va rebutjar l'assistència de Monuni, rei dels dàrdans, i els va anar a combatre, però els macedonis van ser derrotats en la batalla i l'elefant on Ceraune anava muntat va caure ferit. El rei va ser capturat viu pels gals i executat de la manera més bàrbara, l'any 279 aC. Van clavar el seu cap a la punta d'una llança en senyal de victòria, segons Justí, Diodor de Sicília i altres historiadors. Finalment Bolgios va ser vençut pels macedonis i es va retirar.

### La Batalla de les Termòpiles
Una coalició hel·lènica formada pels etolis, beocis, atenesos, focis i altres pobles, es va organitzar per defensar Grècia i es va situar a l'estret pas de les Termòpiles a la costa est del centre de Grècia. Quan Brennus va arribar a l'Esperqueu es va trobar els ponts trencats i els grecs havien reforçat les seves posicions a l'altre costat. Es va esperar fins a la nit i va enviar llavors a un grup d'homes a travessar el riu. Aquest homes van sorprendre els grecs i van ocupar els punts més forts. Després van arreglar els ponts i els gals van poder creuar i avançar cap a Heraclea i cap a les Termòpiles. L'endemà es va produir la lluita, però la falange grega va resistir molt bé els atacs sense ordre dels indisciplinats gals que finalment es van haver de retirar. Brennus va enviar llavors 40.000 homes a través de les muntanyes de Tessàlia cap a Etòlia en una maniobra de distracció per tal de dividir les forces gregues, territori que van assolar, encara que els habitants de la regió es van saber defensar amb força. Al mateix temps alguns habitants d'Heraclea van obrir el pas de les Termòpiles als gals, i van poder passar. Els grecs es van escapar en direcció a la flota que tenien a la costa i van fugir per mar.

### Atac a Delfos

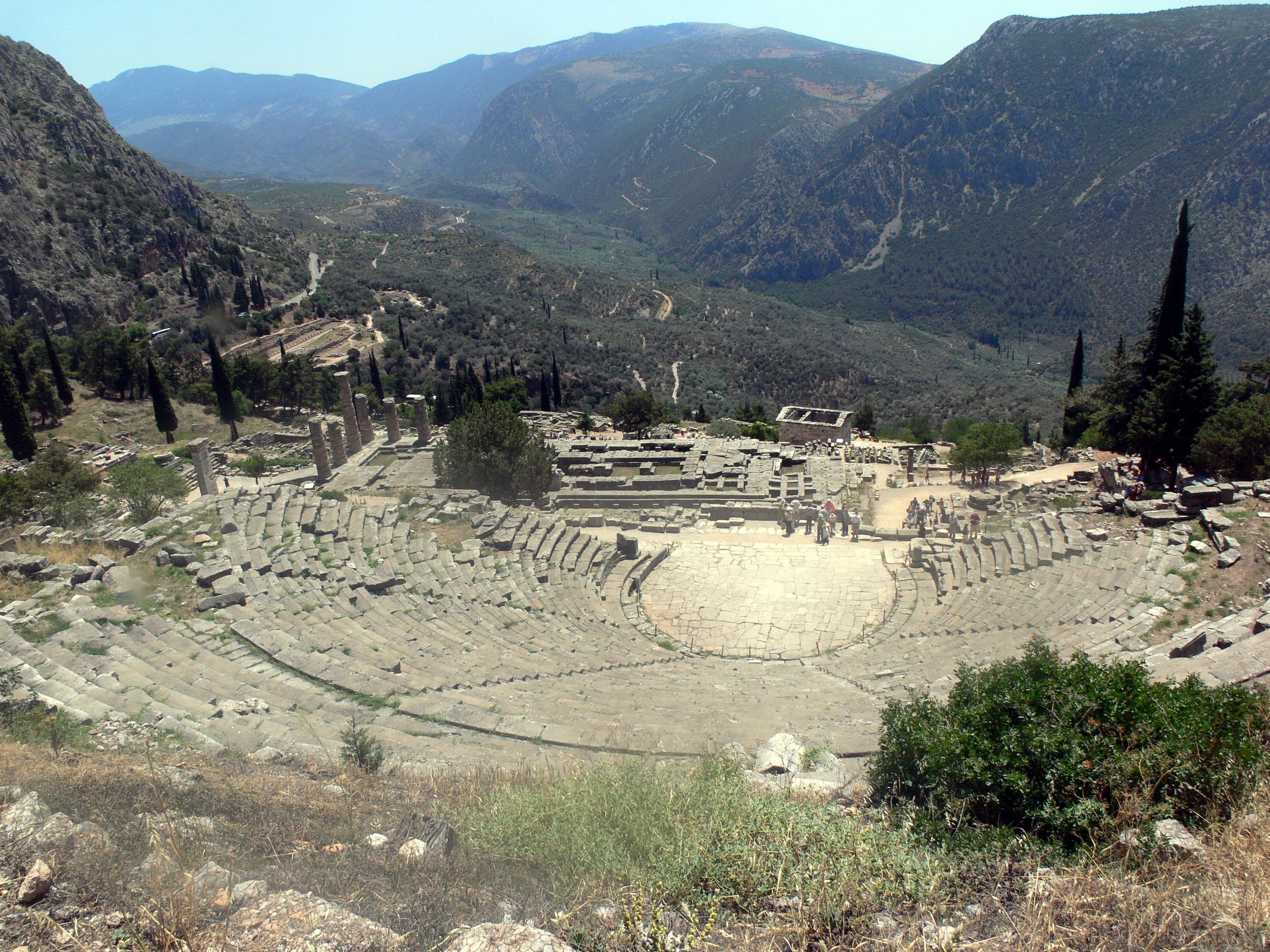
Delfos

Brennus, sense esperar a l'exèrcit enviat a Etòlia, va iniciar els saquejos en direcció a Delfos. Els habitants de la ciutat havien disposat 4.000 homes a les roques que hi havia abans d'arribar a la ciutat, i la seva posició era forta i dominant. Van començar a tirar pedres des de dalt, controlant als gals que es van haver de retirar. Brennus va resultar ferit i finalment els gals van fugir, perseguits pels grecs i en van fer una matança. Brennus va sobreviure a les seves ferides, però assabentat de la derrota es va suïcidar.
Estrabó dissenteix sobre el fet que el tresor del santuari de Delfos fos portat pels celtes a Tolosa de la Gàl·lia, on un segle després els romans se l'emportarien (50.000 lliures d'or i 10.000 lliures de plata). Estrabó diu, en canvi, que els celtes no eren capaços d'endur-se un botí tan gros i que de tota manera el tresor de Delfos ja hauria estat espoliat pels focis durant la Tercera Guerra Sagrada del segle anterior.

## Després de les campanyes a Grècia

Etnogènesi i migracions dels volcae.

Alguns dels supervivents celtes de la campanya grega conduïts per Comontoris, un dels generals de Brennus, es van instal·lar a Tràcia i van fundar la ciutat de Tilis, de curta vida. Un altre grup de celtes van ser portats a l'Àsia Menor per Nicomedes I de Bitínia per ajudar-lo a vèncer el seu germà i assegurar el tron de Bitínia. Aquest grup es va assentar a la regió de Galàcia. Quan van ser vençuts per Antíoc I aquest els va confinar al centre poc fèrtil d'Anatòlia.

Tribus a Panònia i oest de Dàcia, cap a 50 aC.

Els grups celtes van tenir una importància política preeminent al nord dels Balcans durant el segle iv aC fins al i aC. Els bois van controlar gran part del nord de Pannònia durant el segle ii aC i potser també el que és l'actual Eslovàquia. També hi havia altres tribus celtes a la zona.
La segona meitat del segle i aC. va portar grans canvis a Pannònia. La confederació dels bois va ser vençuda per Burebista i la cultura celta de la zona va anar desapareixent en part. Les tribus celtes dels hercuniates i latòbics van migrar del nord de Germània. Els romans van afeblir el domini polític dels celtes en propiciar l'entrada d'altres tribus no celtes com els marcomans i iàziges. La independència ètnica i cultural dels celtes es va perdre i van ser absorbits pels seus veïns dacis, il·liris i germànics, però els noms celtes van perdurar fins al segle iii aC.